# Barry Kelley
Edward Barry Joseph Kelley (* 19. August 1908 in Chicago, Illinois; † 5. Juni 1991 in Woodland Hills, Los Angeles, Kalifornien) war ein US-amerikanischer Schauspieler bei Film, Fernsehen und Theater.

## Leben und Karriere
Kelley erhielt seine Schauspielausbildung am Goodman Theatre in seiner Heimatstadt Chicago. Er gab sein Bühnendebüt im Jahr 1930 und war danach lange Theaterschauspieler. In den 1930er- und 1940er-Jahren hatte er Auftritte in einigen Broadway-Produktionen. Sein Einstieg ins Filmgeschäft erfolgte durch den Regisseur Elia Kazan, der Kelley während eines Essens im bekannten Sardis Restaurant in New York kennenlernte und sich von dessen Persönlichkeit beeindruckt zeigte. Kazan arrangierte Kelleys Einstieg in Hollywood und gab ihm eine kleinere Nebenrolle als wachhabender Polizist in seinem nächsten Film Bumerang von 1947. Danach konnte sich der Schauspieler in Hollywood etablieren und erhielt viele Rollenangebote.
In seiner äußeren Erscheinung war Kelley hochgewachsen und etwas korpulent, mit einer großen Nase und einem bulligen Gesicht. Mit diesem Aussehen wurde er als Nebendarsteller besonders oft auf Polizisten unterschiedlicher Ränge besetzt, mitunter auch auf Westernsheriffs, Militäroffiziere, Richter, Firmenbosse oder Politiker. Besonders oft spielte er in Kriminalfilmen und Western. Er verkörperte hierbei sowohl auf harte Weise rechtschaffene als auch böswillige, korrupte Figuren. Zu seinen heute noch bekanntesten Rollen zählt der knallharte, erfahrene Polizeileutnant Ditrich in John Hustons Kriminalfilm-Klassiker Asphalt-Dschungel aus dem Jahr 1950. Polizeiermittler spielte er auch in weiteren Film noirs wie Die Macht des Bösen (1948), Der blonde Tiger (1949) oder Blutrache in New York (1950), später auch im oscarprämierten Filmdrama Elmer Gantry (1960). Eine seiner größten Filmrollen hatte Kelley, an dritter Stelle im Vorspann genannt, als undurchsichtig wirkender Rancher und Bruder von Joel McCreas Hauptfigur im Western Der große Fremde (1957). Regisseur John Frankenheimer besetzte ihn in seinem berühmten Politikthriller Botschafter der Angst (1962) in der Nebenrolle des US-Verteidigungsministers. Seinen zweitletzten Kinoauftritt hatte Kelley im Jahr 1968, abermals als Polizist, in der Disney-Komödie Ein toller Käfer (1968).
Ab 1954 wirkte Kelley auch an diversen Fernsehserien mit, die insbesondere im späteren Verlauf seiner Karriere einen großen Teil seiner Credits ausmachten. Im Fernsehen spielte er ähnlich gelagerte Rollentypen, wie er es bereits im Kino getan hatte. Er wirkte als Gastdarsteller an bekannten Serien wie Bonanza, 77 Sunset Strip, Die Unbestechlichen, Auf der Flucht, The Addams Family, The Munsters und Die Leute von der Shiloh Ranch mit. In der Sitcom Mr. Ed über ein sprechendes Pferd hatte er in elf Folgen eine wiederkehrende Nebenrolle als Vater der weiblichen Hauptfigur Carol Post (gespielt von Connie Hines). Ende der 1960er-Jahre zog Kelley sich aus dem Schauspielgeschäft zurück, nur 1977 übernahm er nochmal kurzzeitig eine Rolle in der Seifenoper Zeit der Sehnsucht. Insgesamt umfasst sein filmisches Schaffen zwischen 1947 und 1977 mehr als 150 Film- und Fernsehproduktionen.
Über sein Privatleben ist nicht viel bekannt. Von 1943 bis zu ihrem Tod am 3. Mai 1991 war Kelley mit Kathleen Dorothea Schmidt verheiratet, das Paar hatte ein Kind. Er starb, nur knapp einen Monat nach seiner Frau, im Alter von 82 Jahren.

## Filmografie (Auswahl)
- 1947: Bumerang (Boomerang)
- 1948: Die Macht des Bösen (Force of Evil)
- 1949: Vor verschlossenen Türen (Knock on Any Door)
- 1949: Ma and Pa Kettle
- 1949: Alarm in der Unterwelt (The Undercover Man)
- 1949: Mr. Belvedere kann alles besser (Mr. Belvedere Goes to College)
- 1949: Kokain (Johnny Stool Pigeon)
- 1949: Der blonde Tiger (Too Late for Tears)
- 1949: Die Stadt der rauhen Männer (Fighting Man of the Plains)
- 1949: Strafsache Thelma Jordon (The File on Thelma Jordon)
- 1950: Rauchende Pistolen (Singing Guns)
- 1950: Blutrache in New York (Black Hand)
- 1950: Varieté-Prinzessin (Wabash Avenue)
- 1950: Asphalt-Dschungel (The Asphalt Jungle)
- 1950: Der Henker saß am Tisch (711 Ocean Drive)
- 1950: Der einsame Champion (Right Cross)
- 1950: Unter Einsatz des Lebens (Southside 1-1000)
- 1951: In Rache vereint (The Great Missouri Raid)
- 1951: Stählerne Schwingen (Flying Leathernecks)
- 1951: Stadt in Aufruhr (The Well)
- 1952: Carrie
- 1952: Faustrecht in Minnesota (Woman of the North Country)
- 1953: Die Hand am Colt (Law and Order)
- 1953: Eine Leiche auf Rezept (Remains to Be Seen)
- 1953: Flucht aus Shanghai (South Sea Woman)
- 1953: Sittenpolizei (Vice Squad)
- 1954: Das lange Warten (The Long Wait)
- 1954: Hotel Schanghai (The Shanghai Story)
- 1954: The Lone Ranger (Fernsehserie, Folge 4x09 Der Prediger)
- 1954–1956: Big Town (Fernsehserie, 30 Folgen)
- 1955: Pantherkatze (New York Confidential)
- 1955: Revolte im Frauenzuchthaus (Women’s Prison)
- 1955: Das Komplott (Trial)
- 1956: Schach dem Mörder (Accused of Murder)
- 1957: Dem Adler gleich (The Wings of Eagles)
- 1957: Teufel im Nacken (Monkey on My Back)
- 1957: Schicksalsmelodie (The Joker Is Wild)
- 1957: Der große Fremde (The Tall Stranger)
- 1957: Arizona-Express (Gunfire at Indian Gap)
- 1957/1963: Rauchende Colts (Gunsmoke, Fernsehserie, 2 Folgen)
- 1958: Sein Colt war schneller (Buchanan Rides Alone)
- 1958: König der Freibeuter (The Buccaneer)
- 1958/1962: Maverick (Fernsehserie, 2 Folgen)
- 1959: Dezernat M (M Squad, Fernsehserie, Folge 3x03)
- 1959/1961: Lawman (Fernsehserie, 2 Folgen)
- 1959–1962: Bronco (Fernsehserie, 4 Folgen)
- 1959/1962: Cheyenne (Fernsehserie, 2 Folgen)
- 1959–1963: 77 Sunset Strip (Fernsehserie, 3 Folgen)
- 1959–1965: Bonanza (Fernsehserie, 3 Folgen)
- 1960: Titanen (Ice Palace)
- 1960: Josh (Wanted: Dead or Alive, Fernsehserie, 2 Folgen)
- 1960: Johnny Ringo (Fernsehserie, Folge 1x35)
- 1960: Elmer Gantry
- 1960–1961: The Tom Ewell Show (Fernsehserie, 5 Folgen)
- 1960–1962: Have Gun – Will Travel (Fernsehserie, 3 Folgen)
- 1961: Surfside 6 (Fernsehserie, Folge 1x27)
- 1961: Die Unbestechlichen (The Untouchables, Fernsehserie, Folge 2x28)
- 1962: Am Fuß der blauen Berge (Laramie, Fernsehserie, Folge 3x20)
- 1962: Der Herrscher von Cornwall (Jack the Giant Killer)
- 1962: Botschafter der Angst (The Manchurian Candidate)
- 1962–1966: Mr. Ed (Mister Ed, Fernsehserie, 11 Folgen)
- 1963: Amos Burke (Burke’s Law, Fernsehserie, Folge 1x01)
- 1963: Auf der Flucht (The Fugitive, Fernsehserie, Folge 1x07)
- 1963: Temple Houston (Fernsehserie, Folge 1x12)
- 1963–1965: Im Wilden Westen (Death Valley Days, Fernsehserie, 3 Folgen)
- 1964: Das große Abenteuer (The Great Adventure, Fernsehserie, 2 Folgen)
- 1964: Sieben gegen Chicago (Robin and the 7 Hoods)
- 1964: The Munsters (Fernsehserie, Folge 1x03)
- 1964: Daniel Boone (Fernsehserie, Folge 1x06)
- 1964/1965: The Addams Family (Fernsehserie, 2 Folgen)
- 1964–1965: Die Leute von der Shiloh Ranch (The Virginian, Fernsehserie, 3 Folgen)
- 1965: Wie bringt man seine Frau um? (How to Murder Your Wife)
- 1965–1966: Mister Roberts (Fernsehserie, 4 Folgen)
- 1966: Perry Mason (Fernsehserie, Folge 9x24)
- 1966: Laredo (Fernsehserie, Folge 1x29)
- 1966: Völlig falsch verbunden! (Boy, Did I Get a Wrong Number!)
- 1966: Time Tunnel (The Time Tunnel, Fernsehserie, Folge 1x02)
- 1966: The Beverly Hillbillies (Fernsehserie, Folge 5x10)
- 1966: Dancer für U.N.C.L.E. (The Girl from U.N.C.L.E., Fernsehserie, Folge 1x14)
- 1968: Ein toller Käfer (The Love Bug)
- 1969: The Extraordinary Seaman
- 1977: Zeit der Sehnsucht (Days of Our Lives, Fernsehserie)